# ماريلين نعمان
ماريلين نعمان (مواليد 1998 في بيروت) هي ممثلة ومغنية لبنانية. درست السينما السمعية البصرية في جامعة سيدة اللويزة في لبنان، ثم تابعت دراستها في عام 2019 من خلال ورشة عمل مكثفة دولية في أكاديمية الفيلم في بادن-فورتمبيرغ بمدينة شتوتغارت، ألمانيا، حيث تخصصت في الإخراج والكتابة والتمثيل.

## مشوارها المهني
شاركت نعمان في عدة أفلام قصيرة محلية ودولية، إلى جانب ظهورها في أعمال درامية. وفي الآونة الأخيرة، أدّت دور البطولة في الفيلم الروائي الطويل La Nuit du Verre d'eau (الأم وادي)، إلى جانب الممثلة الفرنسية ناتالي باي، ومن إخراج المخرج اللبناني الفرنسي كارلوس شاهين، حيث نالت جائزة أفضل ممثلة في مهرجان عمان السينمائي.
بدأت مسيرتها الموسيقية عام 2020، وفي عام 2023، شاركت في النسخة الفرنسية من برنامج ذا فويس (The Voice) والذي يُعرض على قناة تي أف 1 الفرنسية.

## الأعمال

### المسلسلات والأفلام
| النوع      | العنوان                            | سنة الإصدار | ملاحظات |
| ---------- | ---------------------------------- | ----------- | --- |
| فيلم روائي | قلتلك خلص                          | 2020        | |
| مسلسل      | الزيارة                            | 2021        | |
| مسلسل      | عالحد                              | 2022        | |
| فيلم روائي | La Nuit du Verre d'eau (الأم وادي) | 2023        | لعبت دور البطولة إلى جانب ناتالي باي، من إخراج كارلوس شاهين؛ فازت بجائزة أفضل ممثلة في مهرجان عمّان السينمائي الدولي |
| مسلسل      | بالدم                              | 2025        | |
| مسلسل      | ع أمل                              | 2024        | |

### أغاني ماريلين نعمان
| العنوان وسنة الإصدار | الملاحظات            |
| -------------------- | -------------------- |
| أنا مين (2025)       | تتر مسلسل بالدم      |
| نشاز (2024)          | إصدار منفرد          |
| هدنة (2024)          | من مسلسل ع أمل       |
| خمس دقائق (2024)     | أول فيديو كليب مستقل |
| مسافة (2024)         | إصدار منفرد          |
| متل الغيمة (2024)    | من مسلسل ع أمل       |
| ليش ما بترجع؟ (2024) | من مسلسل ع أمل       |
| هيداك البرد (2024)   | من مسلسل ع أمل       |
| بعدني عالشط (2024)   | من مسلسل ع أمل       |